# 大和田萌
大和田 萌（おおわだ もえ、2002年8月9日 - ）は、日本の子役。
キリンプロに所属していた。
趣味は、お絵描き、間違い探し、ゲーム。特技は、バレエ、ピアノ。
現在は、大学医学部在学中である。

## 出演

### バラエティ
- 発掘!あるある大事典（2003年、関西テレビ）
- 主治医が見つかる診療所（2007年、テレビ東京）
- 徳光和夫の感動再会"逢いたい"（2007年、TBS）
- 子育てれび（2007年、フジテレビ）
- あっぱれ!!さんま大教授（2008年、フジテレビ）
- THE M（2008年、日本テレビ）
- もしもツアーズ（2008年、フジテレビ）
- ネプリーグ（2008年、フジテレビ）
- 全国一斉!日本人テスト（2008年、フジテレビ）

### テレビドラマ
- 劇団演技者。（2006年、フジテレビ）
- 斉藤さん（2008年、日本テレビ） - こばと幼稚園あやめ組園児 役
- サギ師リリ子（2009年、テレビ東京） - 倉田かりん 役
- 土曜ワイド劇場「終着駅シリーズ〜22殺人同盟〜理科室の夜の秘密!?刑事が追う3つの完全犯罪!!森村誠一の螺旋状の垂訓」（2009年3月14日、テレビ朝日） - 柴田真美 役
- 月曜ゴールデン 「湯けむりバスツアー桜庭さやかの事件簿」（2009年、TBS） - 佐野香織（幼少） 役
- 松本清張没後20年特別企画・危険な斜面（2012年、フジテレビ）

### CM
- 東急電鉄（2007年）